# District de Seoni
Le district de Seoni  (hindi : सिवनी जिला) est un district  de l'État du Madhya Pradesh en Inde,
Au recensement de 2011, sa population compte 1 378 876 habitants.

## Géographie
Son chef-lieu est la ville de Seoni.
Le district de Seoni fait partie du plateau de Satpura. Il est en grande partie couvert de forêts.